# ХТЗ-181 (трактор)
Т-181 — сімейство сільськогосподарських енергонасичених гусеничних тракторів загального призначення, що випускається Харківським тракторним заводом з 1997 року.
Трактор ХТЗ-181 комплектуэться дизельним двигуном ЯМЗ-238, потужністю 190 к.с., каркасною кабіною, з кондиціонером, модернізованою КПП, п'ятикатковою торсіонно-пружинною підвіскою, заднім незалежним ВОМ на 1000 і 540 об/хв., заднім гідравлічним навісним пристроєм вантажопідйомністю 3,5 т.

## Модифікації
- ХТЗ-181 — базова модель з двигуном ЯМЗ-238КМ2-2 потужністю 190 к. с. або ЯМЗ-238КМ2-3 потужністю 180 к. с.
- ХТЗ-153Б — модифікація з двигуном Deutz BF6M1013E потужністю 170 к. с.
- ХТЗ-201 — модифікація з двигуном ЯМЗ-236Д потужністю 175 к. с.
- ХТЗ-200 — модифікація з двигуном ЯМЗ-238КМ2-3 потужністю 180 к. с. і МКПП від Т-150К[1]